# Europees Vluchtelingenfonds
Het Europees Vluchtelingenfonds (EVF) is een fonds van de Europese Unie, dat is bedoeld om projecten op het gebied van de opvang en integratie van asielzoekers en vluchtelingen te financieren. Het fonds werd in 2014 hervormd tot het Fonds voor Asiel, Migratie en Integratie.

## Europees Vluchtelingenfonds (2000-2014)
Het Europees Vluchtelingenfonds werd in 2000 opgericht door de Raad van Ministers van de Europese Unie, bij beschikking 2000/596/CE. Het werd ingesteld voor een periode van vijf jaar: van 2000 tot en met 2004. EVF II loopt van 2005 tot en met 2007. Aanvankelijk was EVF II bedoeld om 5 jaar te lopen, dus tot en met 2010. De Raad van Ministers van de Europese Unie heeft echter besloten om tegelijkertijd met de 3 nieuwe migratiefondsen (te weten het Europees Buitengrenzenfonds, het Europees Integratiefonds en het Europees Terugkeerfonds) ook een EVF III te ontwikkelen. EVF III loopt van 2008 tot en met 2013. Een grote verandering ten opzichte van EVF II is dat de maatregel ' Vrijwillige Terugkeer' niet langer is opgenomen. Deze is ondergebracht bij het Terugkeerfonds. Nieuw is verder dat er middelen ter beschikking komen voor hervestiging van vluchtelingen.
Een klein deel van het fonds wordt beheerd door de Europese Commissie. Een veel groter deel wordt verdeeld onder de lidstaten van de Europese Unie. In Nederland wordt het EVF beheerd door het Programmasecretariaat Europese Fondsen, dat is ondergebracht bij het Ministerie van Justitie. In België wordt het fonds beheerd door Fedasil, het federaal agentschap voor de opvang van asielzoekers.
Het EVF behandelt projectvoorstellen van overheidsorganisaties, onderwijsinstellingen, sociale partners en niet-gouvernementele organisaties. De projecten moeten zonder winstoogmerk zijn opgezet. Bovendien werkt het EVF op basis van cofinanciering, waarbij minstens de helft van het project door derden moet worden gefinancierd.

## Fonds voor Asiel, Migratie en Integratie (2014-2020)
Sinds 2014 zijn de Europese fondsen gereorganiseerd. Het Fonds voor Asiel en Migratie (AMIF) is daarmee de opvolger van het EVF (Europees vluchtelingenfonds), al zijn er nog EVF-projecten die verder lopen. Het Fonds voor Asiel en Migratie is opgezet voor de periode 2014-2020, en beschikt over een totaalbudget van 3,137 miljard euro. Alle Europese landen, met uitzondering van Denemarken, nemen eraan deel.